# 南利奇菲爾德鎮區 (伊利諾伊州蒙哥馬利縣)
南利奇菲爾德鎮區（英語：South Litchfield Township）是位於美國伊利諾伊州蒙哥馬利縣的一個行政鎮區。

## 地方資料
根據2010年美國人口普查的數據，南利奇菲爾德鎮區的面積為96.40平方千米，當中陸地面積為96.20平方千米，而水域面積為0.20平方千米。當地共有人口4926人，而人口密度為每平方千米51.1人。